# Kreditkort

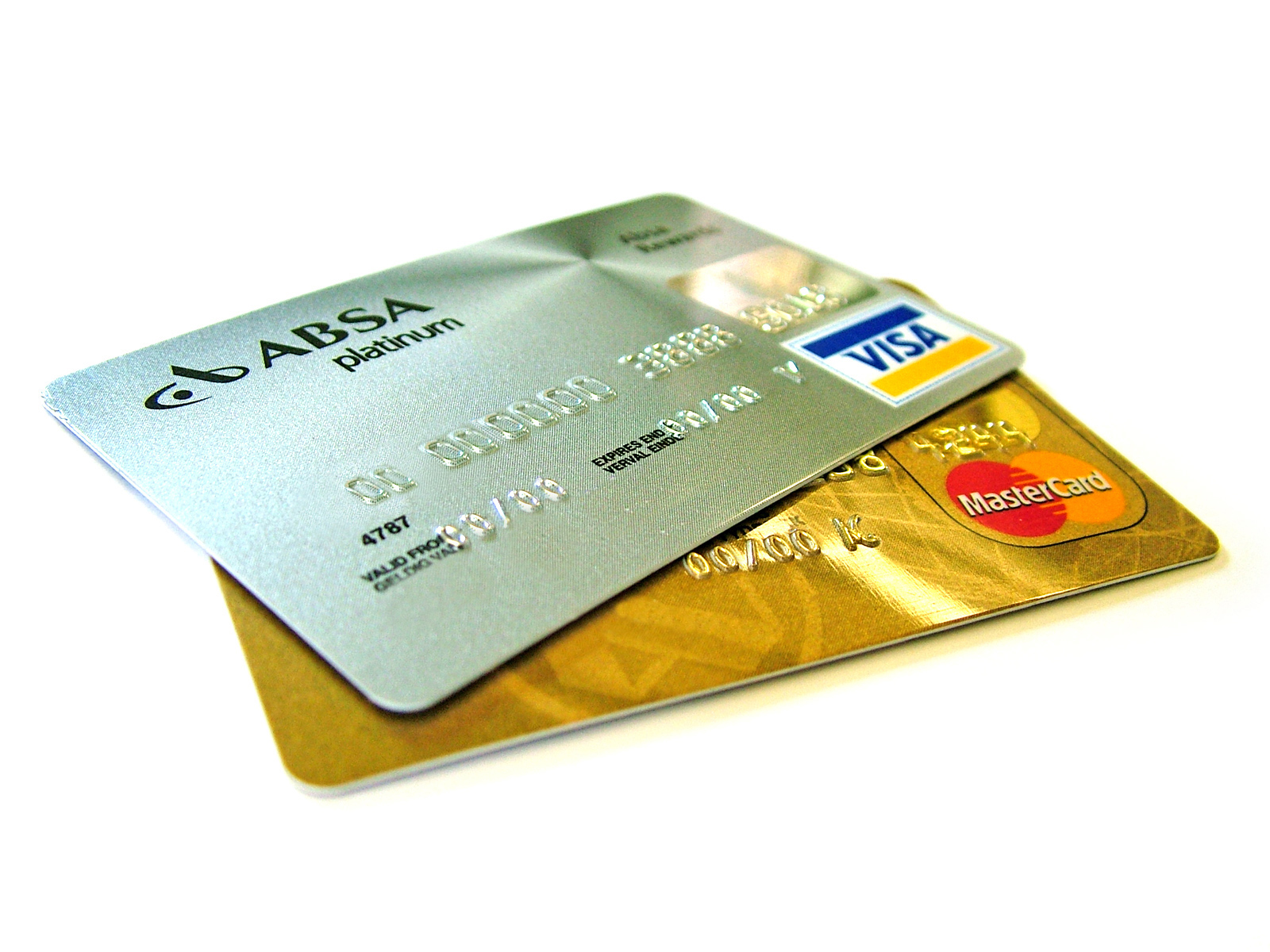
Två kreditkort.

Ett kreditkort är en variant av kontokort. Namnet kommer från det faktum att kortet är förenat med en kredit hos den kortutgivande banken, vilken kan betalas av antingen i sin helhet, eller i poster. Precis som med övriga kontokort betalar kortföretaget handlaren och fakturerar i sin tur kortinnehavaren.  
Kreditkort är oftast utformat som ett fysiskt kort i plast med en magnetremsa och/eller ett chip. Kort med magnetremsor kommer gradvis att bli ersatta med chip, då dessa håller en högre säkerhetsnivå. Vissa kreditkort har inga fysiska plastbrickor, utan består av en kredit hos den kortutgivande banken och ett kortnummer som används vid ett kreditköp. Även andra fysiska former för kortet finns, exempelvis som en del av en mobiltelefon. De flesta svenska korten har dimensionen 85,60 × 53,98 mm och finns definierade av ISO/IEC 7810-standarden som ID-1. Utvecklingen av betalning med kreditkort går snabbt och i framtiden ser många att lösningar som NFC kommer att ta över detta betalsätt. 
Utgivning av kreditkort sker av banker och finansiella institutioner och i Sverige erbjuder man ofta VISA eller MasterCard som är de största varumärkena för kreditkort. Bankerna upphandlar de kort de ska erbjuda slutkonsument vilket gör att de ibland kan ändra sina kreditkort.

## Fördelsprogram och cashback
Kreditkort har nästan alltid ett incitamentsystem som är utformat för att ge användaren ett ekonomiskt intresse av att använda kreditkortet oftare. Incitamentsystemen för kreditkort inkluderar ofta så kallad "cashback", där användaren får pengar eller bonuspoäng från kreditkortsföretaget. Dessa incitamentsystem har i huvudsak två mål: att få flera intresserade av att ha ett kreditkort och att de som har kreditkort (användare) skall använda sitt kort oftare. Cashback innebär att användaren får en viss procentandel av pengarna tillbaka på de transaktioner som görs. Förutom cashback erbjuds ofta olika typer av försäkringar när användaren betalar med kreditkortet, där de vanligaste är reseförsäkringar och elektronikförsäkringar.

## Historia
Det första kreditkortet skapades 1950 av amerikanen Frank McNamara. När han år 1949 i New York skulle betala sin nota på en restaurang så upptäckte han att han hade glömt plånboken hemma och saknade kontanter. Han skrev sitt namn på ett visitkort och fick betala i efterhand, något som ledde till idén att starta ett företag som kunde sätta detta i system. Han startade senare företaget Diners Club där man började med idén att agera mellanhand för kunder som ville skjuta upp sin betalning hos restauranger, där kunden senare fick betala i slutet av månaden direkt till Diners Club – precis som många kreditkort fungerar idag.
I slutet på 1950-talet började bankerna att utveckla möjligheten att använda kreditkort på en nationell och internationell nivå och organisationer som VISA och MasterCard började att bildas. Idag är dessa organisationer de två största inom kreditkort och har tillsammans många miljoner kunder och kortinnehavare som är aktiva varje dag.
Redan 1888 nämndes "credit card" i Edward Bellamys profetiska bok "En återblick" (kapitel 9) om förhållandena år 2000 och den svenska översättningen från 1889 har ordet "kreditkort".

## Olika kreditkort
- VISA
- Diners Club
- MasterCard
- American Express
- Discover Card
- Eurocard